# Pero Vasques Saavedra

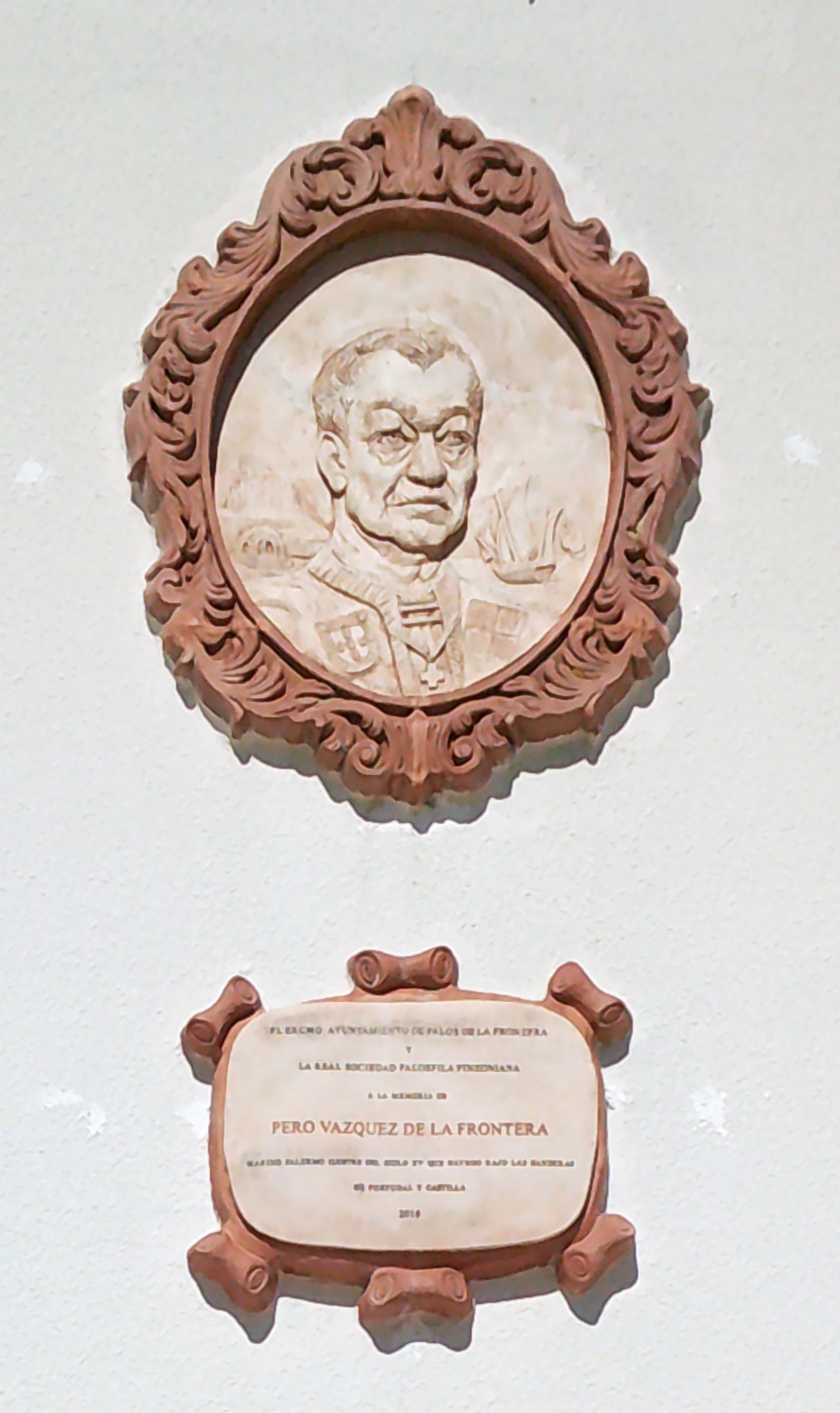

Pero Vasques Saavedra, também conhecido por Pedro Vazquez de la Frontera, foi um navegador português, cavaleiro da Casa do Infante D. Henrique, ao serviço de quem navegou no Atlântico Norte. Esteve ligado à exploração dos Açores e à procura de ilhas situadas para oeste daquele arquipélago.
Estabeleceu-se em Barcelona, de 1473 a 1477, e residiu depois em Palos de la Frontera, altura em que ficou conhecido por Pedro Vázquez de la Frontera. Conhecido por ser experiente na navegação nas ilhas do Atlântico, por nelas ter navegado ao serviço do Infante D. Henrique, e no Atlântco noroeste, em sua casa realizaram-se reuniões de preparação para a viagem de Cristóvão Colombo às Caraíbas.